# Schlacht bei Poetovio
In der Schlacht bei Poetovio besiegten im Juli 388 die Truppen des römischen Kaisers Theodosius I. den Gegenkaiser Magnus Maximus.
Im Frühjahr 383 hatte sich Magnus Maximus in Britannien gegen Gratian zum Kaiser erhoben und war nach dessen Tod vom Ostkaiser Theodosius I. neben Gratians Halbbruder Valentinian II. vorerst als zweiter Augustus des Westens anerkannt worden. 387 zog Maximus allerdings über die Alpen auf Mailand zu und zwang Valentinian II. ins Exil.
Theodosius I. rüstete bereits seit längerem zu einem Feldzug gegen Maximus und zog im Frühjahr 388 mit einem starken, von den Heermeistern Arbogast, Promotus, Timasius und Richomer angeführten Heer nach Pannonien. Nach einem ersten Gefecht in der Tiefebene der Save bei Siscia (heute Sisak, Kroatien) kam es bei Poetovio (heute Ptuj) zur Entscheidungsschlacht, in der Maximus und sein Heermeister Andragathius, obwohl zahlenmäßig überlegen, den Truppen des Theodosius unterlagen. Wenig später wurde Maximus bei Aquileia gefangen genommen und hingerichtet.
Mit dem Sieg hatte Theodosius de facto die gesamte Leitung des Reiches in seinen Händen. Dennoch setzte er den jungen Valentinian II. wieder im Westen ein.